# Past Life
"Past Life" é uma canção do cantor americano Trevor Daniel, gravada para seu álbum de estreia Nicotine (2020). Foi escrita por Daniel, Finneas O'Connell, Caroline Pennell, Jay Stolar, Mich Cougin e Sean Myer, sendo produzida por Finneas e Sean Myer. Foi lançada em 6 de março de 2020 através da Alamo e Interscope Records. Um remix com a cantora americana Selena Gomez foi lançado em 26 de julho de 2020.

## Videoclipe
O videoclipe de "Past Life" foi dirigido por Vania Heymann e Gal Muggia e foi lançado em 14 de julho de 2020.

## Desempenho nas tabelas musicas

### Posições
| Tabela musical (2020)              | Melhor posição |
| ---------------------------------- | -------------- |
| Canadá (Canadian Hot 100)          | 80             |
| Estados Unidos (Billboard Hot 100) | 77             |
| Estados Unidos (Mainstream Top 40) | 23             |
| Hungria (Single Top 40)            | 38             |
| Nova Zelândia (RMNZ)               | 5              |

## Históricos de lançamentos
| País           | Data                | Formato(s)                 | Gravadora(s)     | Ref.   |
| -------------- | ------------------- | -------------------------- | ---------------- | ------ |
| Vários         | 26 de junho de 2020 | Download digital streaming | Alamo Interscope | [ 13 ] |
| Austrália      | 26 de junho de 2020 | Rádios mainstream          | Universal        | [ 14 ] |
| Itália         | 3 de julho de 2020  | Rádios mainstream          | Universal        | [ 15 ] |
| Estados Unidos | 14 de julho de 2020 | Rádios mainstream          | Interscope       | [ 16 ] |
| Estados Unidos | 14 de julho de 2020 | Rádios rhythmic            | Interscope       | [ 17 ] |